# Eugen Ziegler (Politiker, 1963)
Eugen Alexander Ziegler (* 1963 in Landau in der Pfalz) ist ein deutscher Politiker (AfD). Seit März 2025 ist er Abgeordneter im Landtag Rheinland-Pfalz.

## Leben
Ziegler wuchs in der Verbandsgemeinde Offenbach an der Queich auf. Er ist als selbstständiger Kfz-Schlosser tätig und lebt in Niederhorbach.

## Politik
Ziegler ist Mitglied der AfD. Er ist Vorsitzender des AfD-Kreisverbands im Landkreis Südliche Weinstraße und Mitglied des Landesvorstands der AfD Rheinland-Pfalz. Seit 2024 ist er Mitglied des Bezirkstags des Bezirksverbands Pfalz. Ziegler kandidierte bei der Wahl des Landrats des Landkreises Südliche Weinstraße am 23. Februar 2025, unterlag jedoch Amtsinhaber Dietmar Seefeldt (CDU).
Bei der Landtagswahl in Rheinland-Pfalz 2021 kandidierte Ziegler als Ersatzkandidat von Martin Schmidt im Wahlkreis Südliche Weinstraße und auf Platz 12 der AfD-Landesliste. Am 28. März 2025 rückte er für Iris Nieland in den Landtag Rheinland-Pfalz nach.